# Micragone avinoffi
Micragone avinoffi är en fjärilsart som beskrevs av Holland. Micragone avinoffi ingår i släktet Micragone och familjen påfågelsspinnare. Inga underarter finns listade i Catalogue of Life.